# Fimbristylis hirsutifolia
Fimbristylis hirsutifolia är en halvgräsart som beskrevs av Ethirajalu Govindarajalu. Fimbristylis hirsutifolia ingår i släktet Fimbristylis och familjen halvgräs. IUCN kategoriserar arten globalt som akut hotad. Inga underarter finns listade i Catalogue of Life.